# Ida Simons
Ida Simons   (Antwerpen i Anvers, 11 de març de 1911 - la Haia, 27 de juny de 1960), de soltera Ida Rosenheim, fou una pianista i escriptora neerlandesa d'origen belga i jueu, supervivent de l'Holocaust. També va fer servir el pseudònim C.S. van Berchem per a les seves obres de poesia.

## Biografia
Ida Simons va néixer com a Ida Rosenheimer. El seu pare Moritz Rosenheimer (1875-1936) era un ric comerciant jueu de nacionalitat alemanya; la seva mare Constance Fight (1886-1963) era neerlandesa, però nascuda a Anglaterra. En l'ambient familiar es parlava anglès (amb la mare), flamenc, alemany, neerlandès i jiddisch.
La família va marxar de Bèlgica al principi de la Primera Guerra Mundial; va acabar establint-se als Països Baixos, on Ida Rosenheimer va obtenir la ciutadania neerlandesa el 1921. Va estudiar piano amb Jan Smeterlin, un famós pianista polonès conegut per les seves interpretacions de Chopin i Szymanowski. Va debutar com a concertista l'any 1930 al Cercle Musical Jueu d'Anvers i es va fer popular per les seves actuacions com a solista amb totes les orquestres simfòniques neerlandeses, inclosa la Concertgebouw dirigida per Bruno Walter, i la Residentie Orkest. El 1933 Ida es va casar amb el jurista David Simons (1904-1998) i el 1937 va néixer el seu fill Carel Arthur, també conegut com a Jan Simons (1937-2009).
El 1941 va ser deportada als camps de concentració nazis de Westerbork i Theresienstadt. Va sobreviure, però la seva salut se'n va ressentir fins al punt d'haver d'abandonar el seu somni de convertir-se en una concertista de piano internacional. El 1959 va publicar la novel·la Una verge insensata, aclamada com una obra mestra als Països Baixos. Per a la crítica, va néixer la «Jane Austen d'Anvers». A poc a poc oblidada després de la mort de l'autora el 1960, la novel·la va ser redescoberta als Països Baixos potser per casualitat el 2014, despertant un entusiasme similar al dels anys seixanta.

## Obres

### Poesia
- Wrange oogst (1940-1945), Den Haag, 1946
- Fantaisie-Inpromptu. A "Ter herinnering aan Ida Simons-Rosenheimer", Den Haag, 1960

### Prosa
- Slijk en sterren: twee novellen, Den Haag, 1956
- Een dwaze maagd, Amsterdam: Uitgeverij Cossee, 2014 (1a edició, Den Haag, 1959), ISBN 90-59-36504-6, ISBN 978-90-59-36504-9. Edició en llengua catalana: Una verge insensata; traducció del neerlandès de Maria Rosich i Andreu, Barcelona: Grup 62, 2016, ISBN 978-84-7588-626-8 .